# František Štěpán Silva-Tarouca
František Štěpán hrabě Silva-Tarouca (německy Franz Stephan Graf von Silva-Tarouca; 30. ledna 1750 Vídeň – 5. března 1797 tamtéž) byl člen hraběcího rodu Silva-Tarouců.

## Život

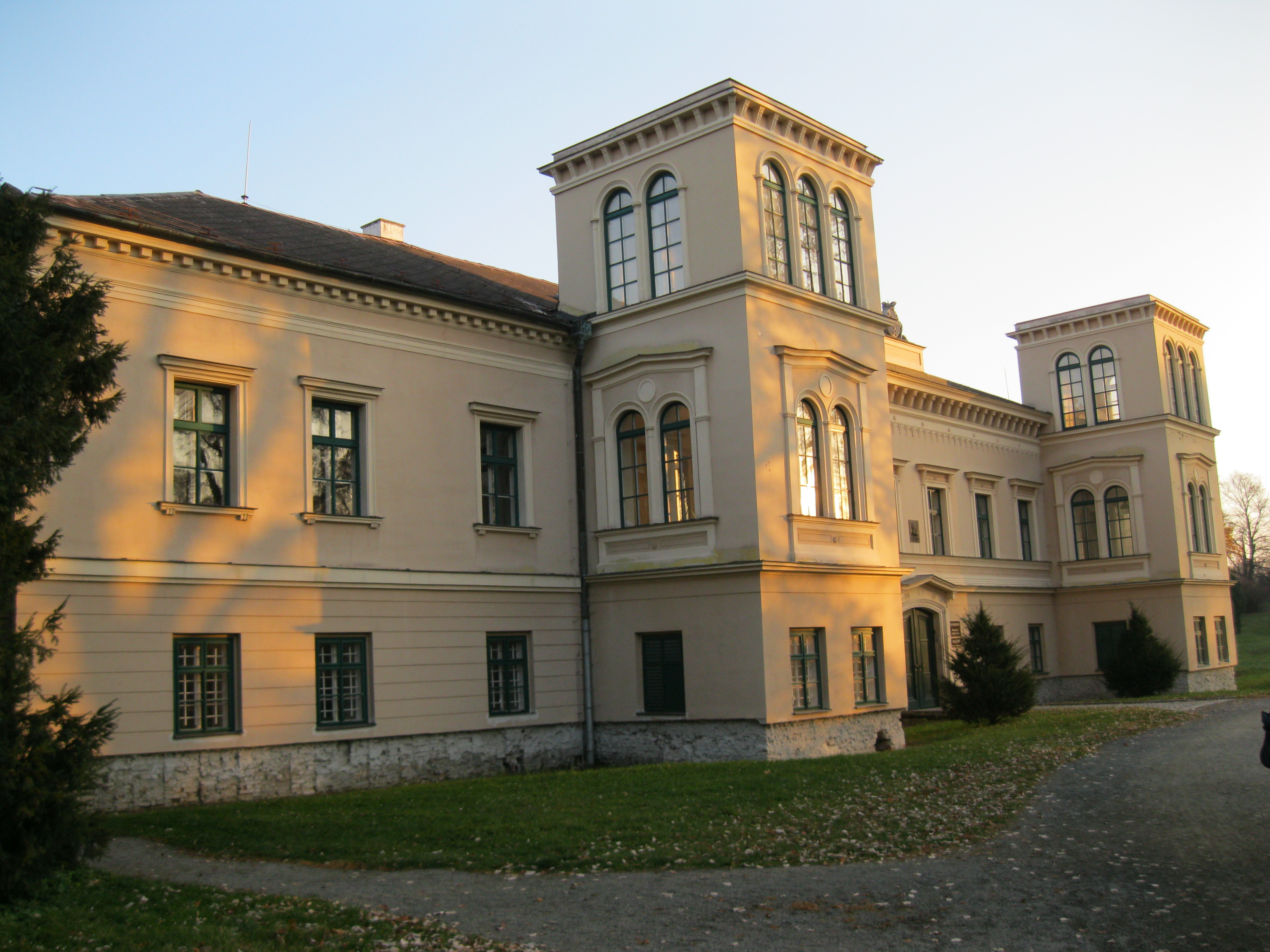
Zámek Čechy pod Kosířem

Byl jediným synem hraběte Emanuela Silva-Tarouca (1691–1771) a Johany Amálie Šlesvicko-Holštýnsko-Sonderbursko-Becké (1719–1774). Oženil se 30. ledna 1772 ve Vídni s hraběnkou Marií Christinou ze Schönborn-Heussenstammu (1754–1797), s níž měl šest dětí: Františka Josefa I. Lothara, Jiřího, Evžena, Alžbětu, Emanuela a Amélii.
František Štěpán se o hospodaření svých statků na Moravě příliš nestaral, přesto je s jeho osobou je spjata historie rozsáhlého přírodně krajinářského parku v Čechách pod Kosířem, která začíná v 70. letech 18. století, kdy František Štěpán Silva-Tarouca vybudoval jihovýchodně od budovy zámku sad s růžovou alejí a dvěma rybníky. Zahrada měla již barokní prvky (aleje, vodní kanály) kombinované s romantickou květinovou výzdobou.